# Бём фон Бавенберг, Фердинанд
Фердинанд Бём фон Бавенберг (нем. Ferdinand Böhm von Bawenberg; 12 ноября 1845 — 3 сентября 1923, Пресбаум) — австрийский управленец.
В 1864 года поступил на службу к княжескому Лихтенштейнскому дому, первоначально как практикант в имении в Канице, затем служил в имении Угржиневес (ныне на территории Праги), с 1891 г. управляющий имением, включая одноимённый замок. Далее под его управление были переданы все поместья Лихтенштейнов в Богемии и Зальцбурге. В 1900 г. возведён во дворянство. В 1906—1916 гг. главный управляющий обширными имениями дома и заместитель руководителя княжеской канцелярии, жил и работал в Вене. С 1916 года на пенсии.
Почётный гражданин Вадуца (1914). Рыцарь ордена Франца Иосифа, командор ордена Непорочного зачатия Девы Марии Вила-Висозской.